# Ряповка
Ряповката (Mycena pura) е вид отровна базидиева гъба от семейство Mycenaceae.

## Описание
Шапката достига до 5 cm в диаметър. Първоначално е конична, с гърбичка в средата, а по-късно се разперва до звънчевидна или дъговидна. Може да има различни цветове: бледолилава, розово-лилава, жълтеникаво-виолетова, бледосинкава, a в сухо време силно избледнява до почти бяла. Пънчето е сравнително тънко (1 cm) и дълго (10 cm), като в горния си край понякога е леко разширено, гладко или слабо набраздено. Месото е тънко, воднисто, малко по-бледо от шапката и има характерен мирис на ряпа, откъдето идва и името на гъбата. Гъбата съдържа токсина мускарин, който я прави отровна.

## Местообитание
Среща се сравнително често през юни – октомври, като расте поединично или на малки групи в шума и иглички в широколистни, смесени и иглолистни гори.